# Dolianova
Dolianova (tiếng Sardegna: Pattiòlla) là một đô thị ở tỉnh Sud Sardegna, Sardegna. Đô thị này được lập ngày 25 tháng 6 năm 1905 từ việc sáp nhập 2 trung tâm: Sicci San Biagio và San Pantaleo. Kinh tế đô thị này dựa vào nông nghiệp (rượu vang và dầu olive).
Tại đô thị này có nhà thờ San Pantaleo theo phong cách kiến trúc Romanesque-Pisane được xây vào thế kỷ 12 (bắt đầu năm 1170 và hoàn thành năm 1289).